# Форца-д'Агро
Форца-д'Агро, Форца-д'Аґро (італ. Forza d'Agrò, сиц. Forza d'Agrò) — муніципалітет в Італії, у регіоні Сицилія,  метрополійне місто Мессіна.
Форца-д'Агро розташована на відстані близько 510 км на південний схід від Рима, 175 км на схід від Палермо, 36 км на південний захід від Мессіни.

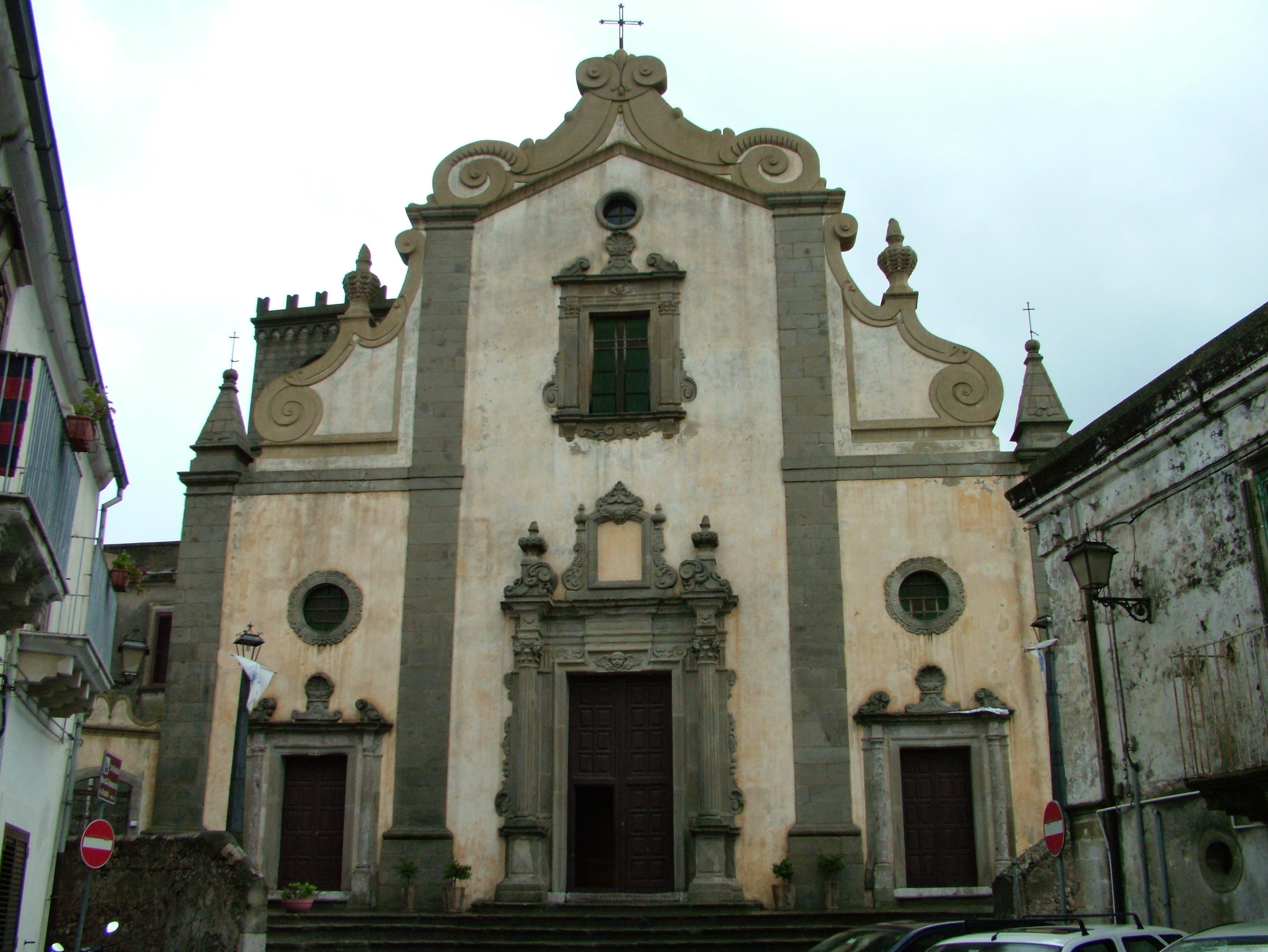

Населення — 906 осіб (2014).

## Демографія
Населення за роками:

Станом на 1 січня 2023 року в муніципалітеті офіційно проживали 92 іноземці з 13 країн, серед них 69 громадян країн Євросоюзу та 3 громадяни України.

## Сусідні муніципалітети
- Казальвеккьо-Сікуло
- Галлодоро
- Летоянні
- Ліміна
- Монджуффі-Мелія
- Сант'Алессіо-Сікуло
- Савока